# Bleiche (Wald ZH)

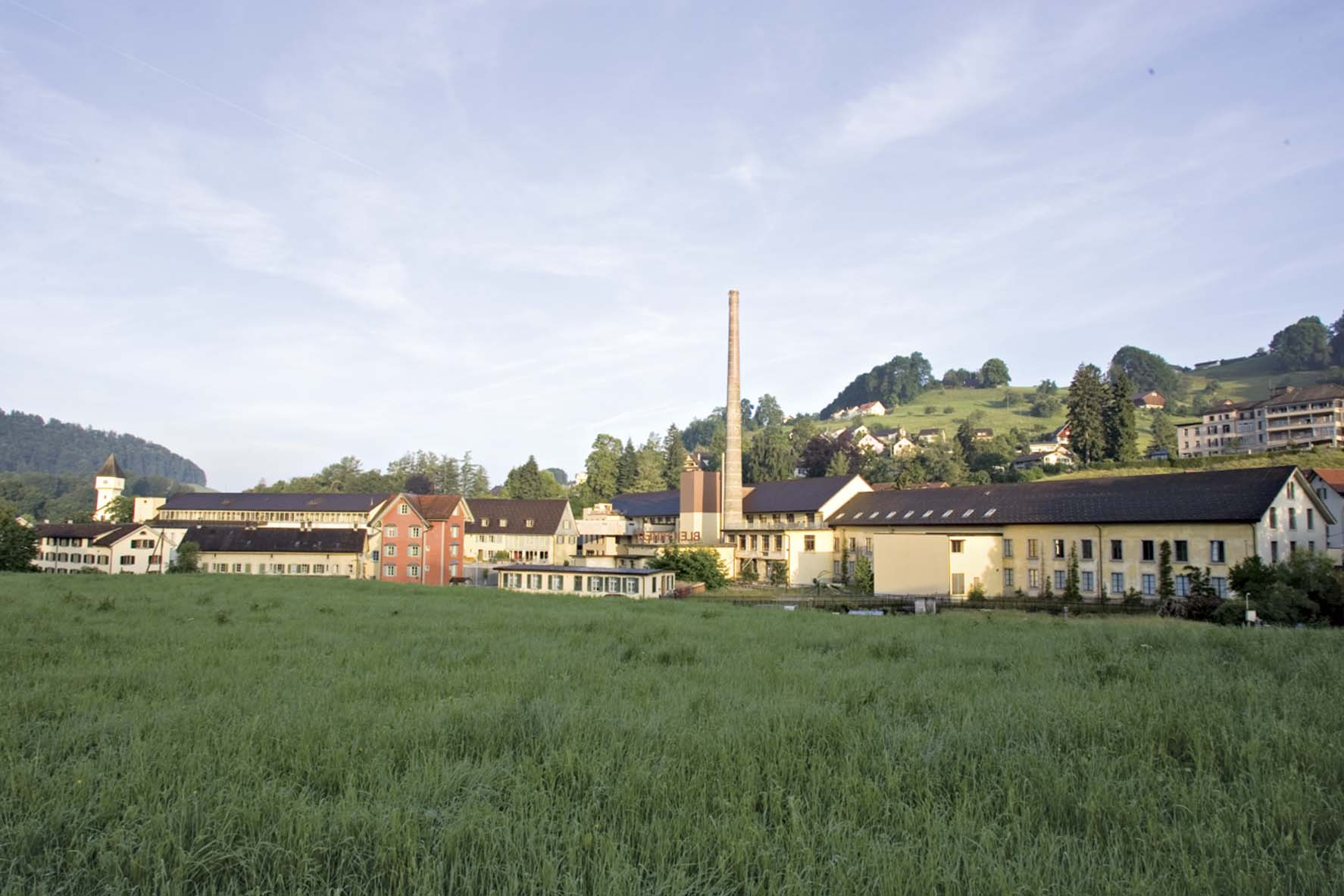
Panorama Bleiche

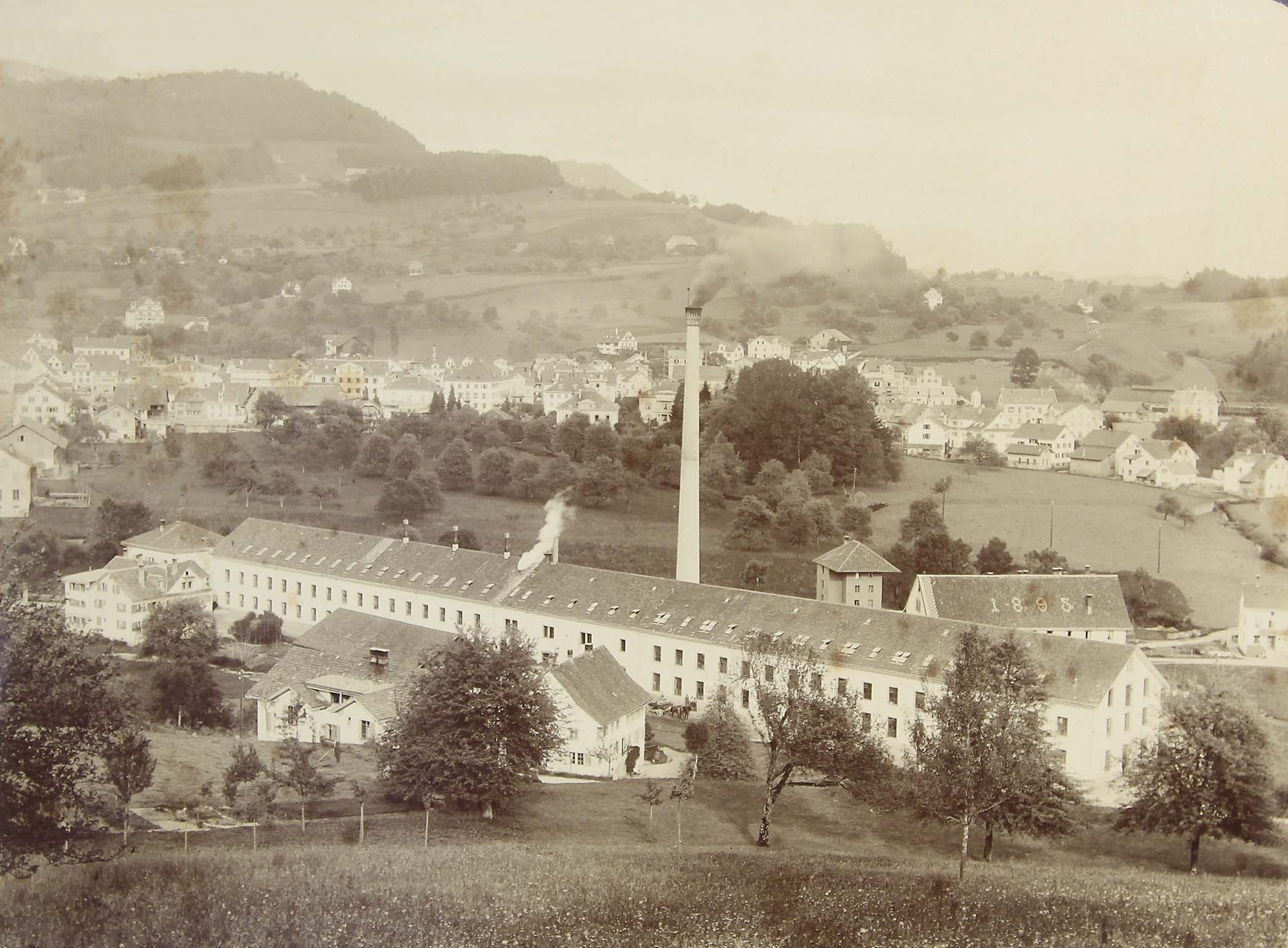
Weberei Bleiche der Otto & Johannes Honegger AG

Bleiche steht für die ehemalige Weberei Bleiche und das umliegende Quartier in Wald ZH im Zürcher Oberland. Der Name «Bleiche» stammt aus der Zeit zu Beginn des 19. Jahrhunderts, als in der Nähe des heutigen Fabrikstandortes Baumwolltücher an der Sonne gebleicht wurden. Das Bleicheareal wurde zum grössten Textilareal von Wald, und zeitweise einem der grössten der Schweiz.

## Vorgeschichte
Wald ist ein gutes Beispiel für die Geschichte der Industrialisierung in der Schweiz und für die zentrale Rolle, welche die Textilindustrie bis in die zweite Hälfte des 20. Jahrhunderts innehatte. Der Ort war um die Jahrhundertwende auch als «Manchester der Schweiz» bekannt. Das Zürcher Oberland war ein Zentrum der Heimindustrie, als die Gebrüder Kaspar und Johannes Honegger Mitte des 19. Jahrhunderts ihre eigene Weberei gründeten.

### Baumwollweberei Hueb, Sagenrain

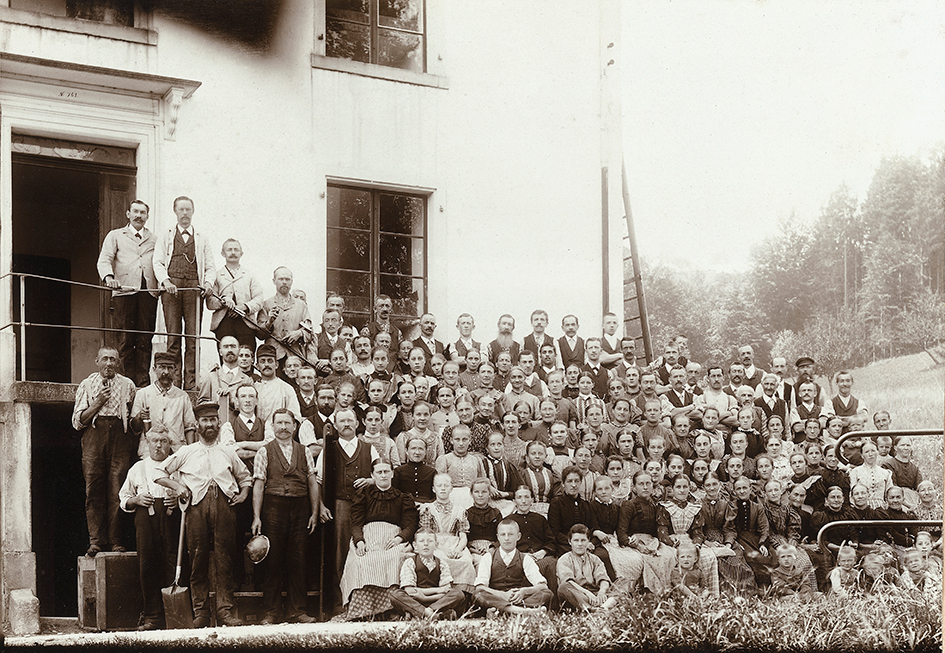
Belegschaft der Weberei Hueb

In der Hueb, einem Weiler oberhalb von Wald, hatte 1853 die Otto & Johann Honegger AG ihren Anfang genommen. Johannes Honegger (* 1832) war zuerst in der Heimindustrie tätig, sein Bruder Kaspar arbeitete in der Nagelschmiede seines Vaters. 1853 errichteten die beiden Brüder in der Hueb ihre erste Baumwollweberei. 1860 brannte die Fabrik in der Hueb nieder und die beiden Brüder beschlossen, auf eigene Rechnung weiterzuarbeiten. Kaspar Honegger (1820–1892) gründete 1861 die Weberei Neutal in Wald, einem Betrieb mit 90 Webstühlen. 1888 kaufte er die Spinnerei Elba in Wald mit 10000 Spindeln dazu. Johannes Honegger baute die alte Fabrik in der Hueb wieder auf und erweiterte sie.

## Baumwollweberei Bleiche
Nach dem Brand der Weberei in der Hueb gingen die Brüder ab 1860 getrennte Wege, und so gilt dieses Datum als Beginn des Unternehmens Otto & Johannes Honegger. 1873 baute Johannes Honegger die «Bleiche», die lange Zeit grösste Weberei der Schweiz war. Die Bleiche wurde in der Nähe des Flusses Jona gebaut und zu Beginn mit Wasserkraft betrieben. Bis heute betreibt die Bleiche ein kleines Wasserkraftwerk. Die Weberei «Bleiche» bildet heute den Kern des Bleichequartiers.
Die vom «Gründervater» Johannes Honegger errichteten Fabriken, Fabrikantenvillen und die turmförmigen Kosthäuser für die Arbeiterfamilien prägen bis heute das architektonische Bild und die räumliche Aufteilung des Bleicheareals. Das Bleicheareal und die umliegenden Gebäude sind Teil der Otto & Joh. Honegger AG. Das Unternehmen wird heute in der vierten Generation von Andreas Honegger geführt.

### Expansion, Spinnerei Lindenhof und Fabrik in Albino

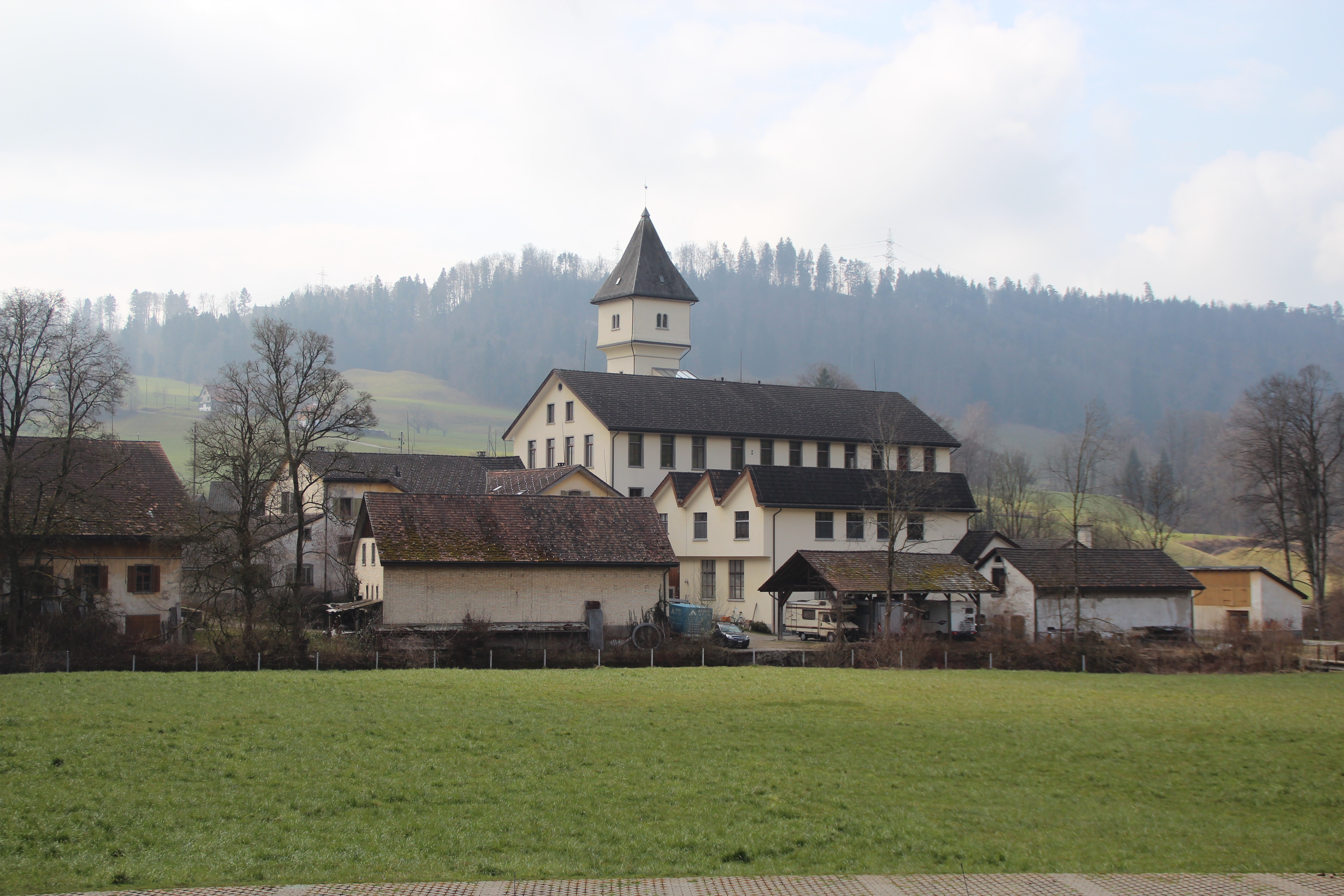
Ehemalige Spinnerei Lindenhof

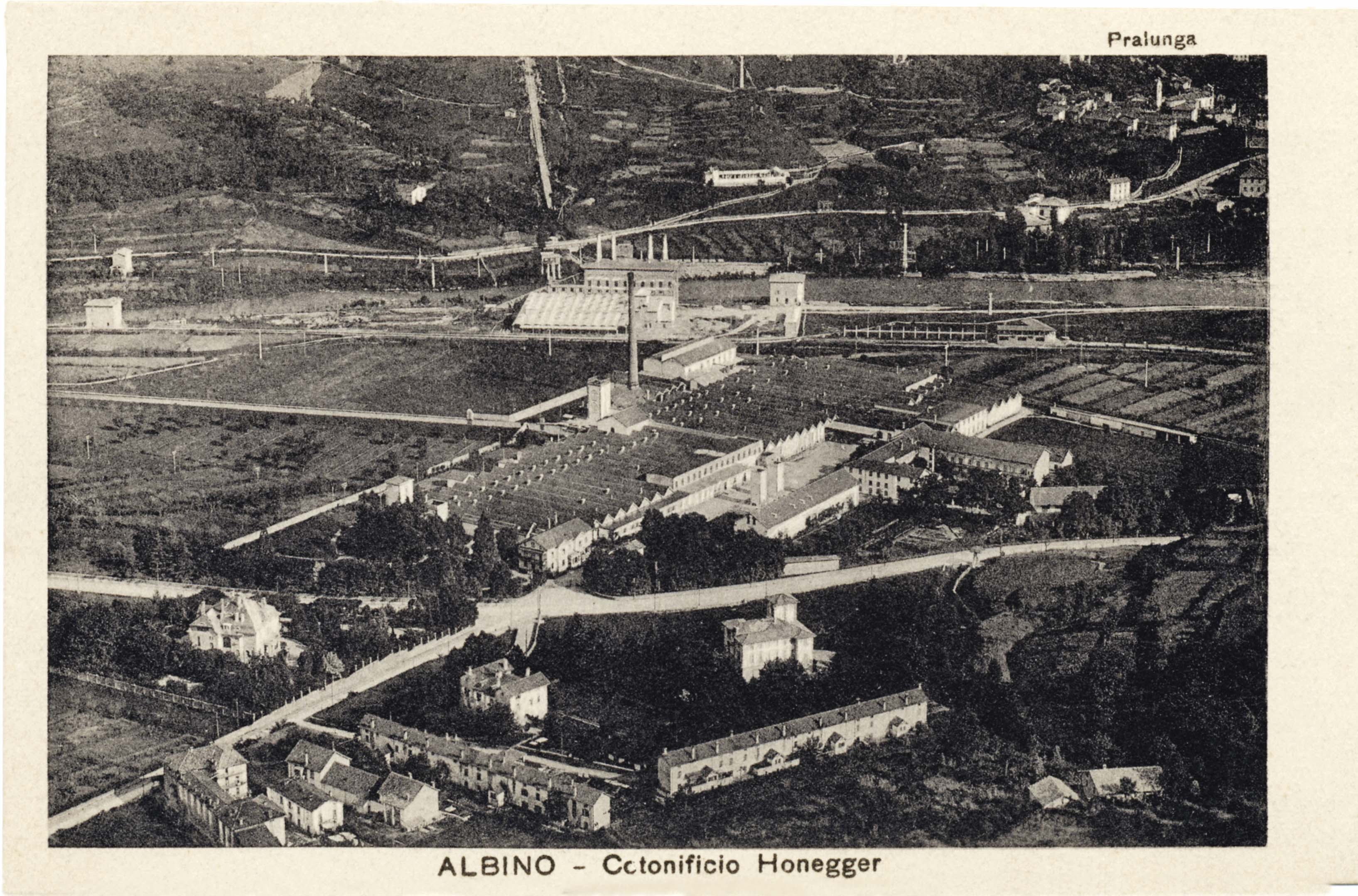
Cotonificio Honegger, Albino, Italien

Aus der Konkursmasse des Fabrikanten Heinrich Hotz kaufte Johannes Honegger 1885 die Etablissements Lindenhof, Tobel, Tiefenhof, Strickenberg und andere Liegenschaften in Wald. (In der Spinnerei Lindenhof hatte sein Bruder Kaspar als Kind in der Fabrik gearbeitet.) Dadurch und durch seine Expansion nach Italien stieg er zum Grossindustriellen auf. Im selben Jahr kaufte er drei der fünf Schweizer Teilhaber einer Fabrik in Albino, in der Nähe von Bergamo, aus. Diese Fabrik, die um die Jahrhundertwende rund 35'000 Spindeln und 1000 Webstühle betrieb, wurde später ganz von Johannes Honegger übernommen und in Cotonificio Honegger & Co. umbenannt.
Mit 771 Webstühlen in der Schweiz stand Johannes Honegger 1888 an der Spitze der schweizerischen Webereien. Die Weberei Wellenwaage wurde geschlossen und zu Arbeiterwohnungen umfunktioniert, die Webstühle wurden in der Bleiche aufgestellt. Die Arbeiterwohnungen der Wellenwaage wurden später zum Schauplatz des sozialkritischen Romans «Barbara, die Feinweberin» von Otto Kunz. 1903 starb Johannes Honegger als einer der letzten Vertreter der Gründergeneration der Textilindustrie. Seine vier Söhne, die allesamt nach und nach in den Betrieb eingeführt worden waren, übernahmen die Betriebe in Wald und Albino. Das Unternehmen wurde fortan unter dem Namen «Joh. Honegger's Söhne» weitergeführt. Noch im selben Jahr liessen sie in der Bleiche einen weiteren Neubau erstellen.
1907 brachte die Fabrik die Zahl der Webstühle auch in Wald auf 1016 Stück. Zudem spielte sich in diesem Jahr ein Lohnkonflikt zwischen Arbeitnehmern und Arbeitgebern ab, der in einen ersten kurzen Streik mündete. 1911 trennten sich die Unternehmen in Albino und Wald voneinander. Die Brüder Julius und Otto übernahmen den Betrieb in Wald, die Fabrik in Albino wurde von den zwei jüngeren Söhnen Ernst und Oscar unter dem Namen Cotonificio Honegger weitergeführt. Die Firma heisst noch heute so, obschon 1992 die Zambaiti Group den Betrieb von den Nachkommen der Familie Honegger kaufte. Im Ersten Weltkrieg, als ein Grossteil der männlichen Belegschaft zum Aktivdienst einberufen war, brannte 1915 die Bleiche oben aus. Der Wiederaufbau beschäftigte das Unternehmen während der Kriegsjahre.

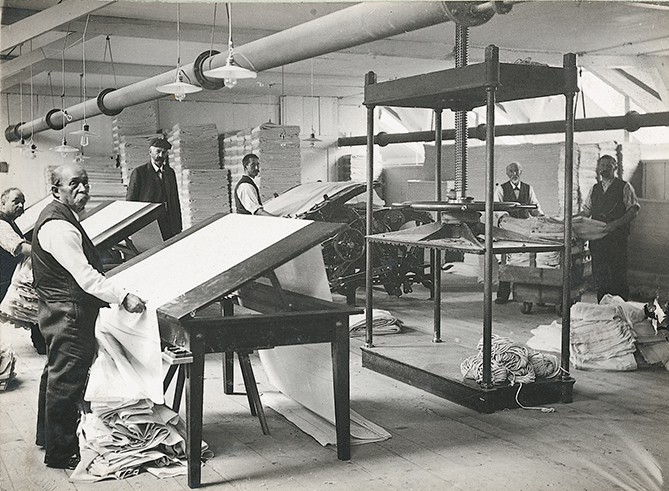
Staberei, Bleiche 1913
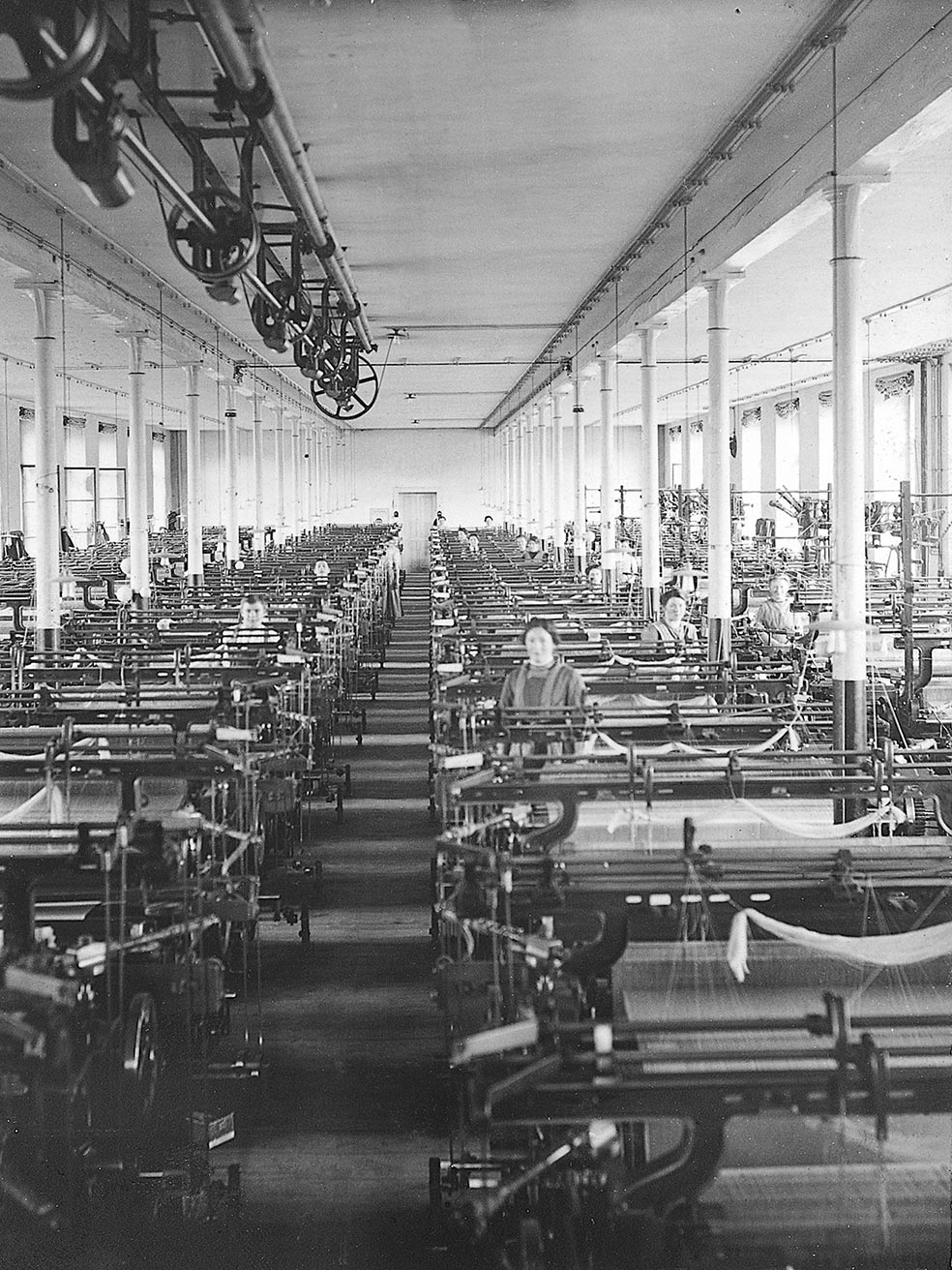
Oberer Websaal, Bleiche 1913
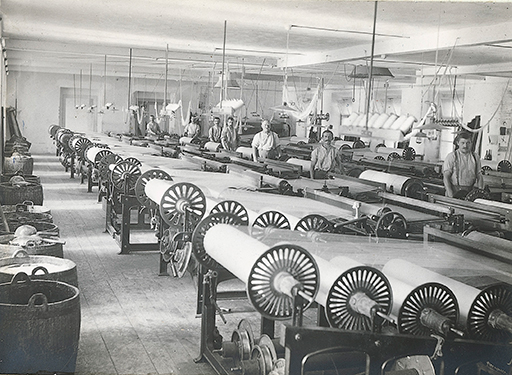
Weberei Bleiche 1913

Als betriebseigene Arbeiterfürsorge wurde 1921 der «Wohlfahrtsfonds der Firma Otto & Joh. Honegger» eingerichtet. Nach dem Tod des letzten Vertreters der zweiten Generation, Otto Honegger, übernahmen 1924 seine Söhne Johannes Honegger und Otto Honegger die Leitung des Betriebs.
Die durch die Wirtschaftskrise von 1929/1930 gebeutelte Arbeiterschaft trat 1931 in den Streik. Unmittelbarer Auslöser war die Einführung eines neuen Systems zur Webstuhlbetreuung. Nach vier Monaten wurde der Streik gebrochen, ohne dass grössere Konzessionen gemacht wurden. Die Ereignisse jener Monate gingen als der «Bleichestreik» ins Gedächtnis der Walder ein. Bis 1936 ging es der Firma schlecht, danach konnte sie unter anderem wegen der Abwertung des Schweizer Frankens wieder Gewinn erzielen. Vor allem auch die Einführung von Kunstfasern als Rohstoff ermöglichte es ihr, die Krisen der späten 1930er und 1940er Jahre zu überstehen. Als im Zweiten Weltkrieg zwischenzeitlich gar keine Baumwolle mehr importiert werden konnte, erwies sich diese Umstellung auf Kunstgewebe als Glücksgriff.

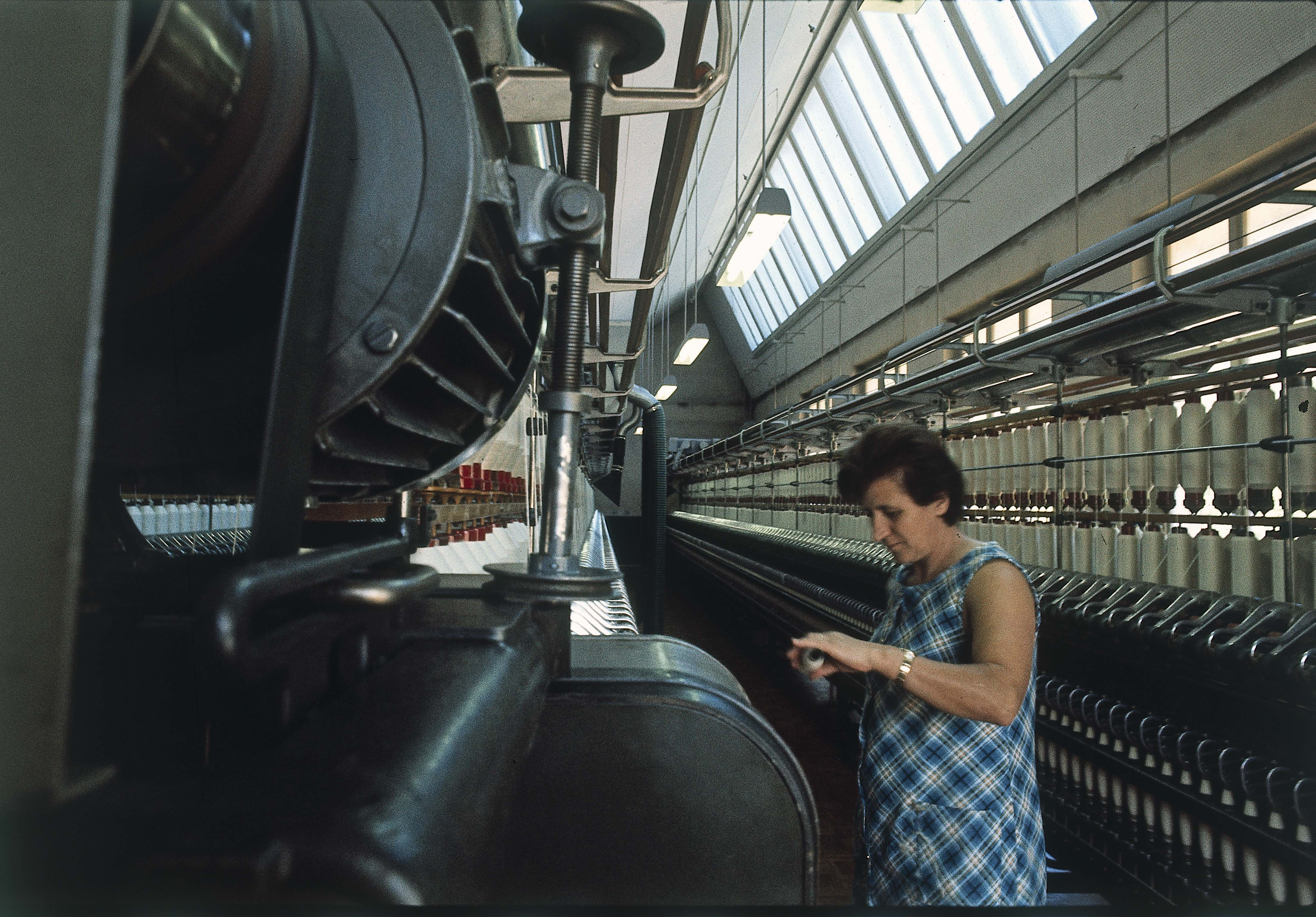
Websaal in der Bleiche in den 1970er Jahren

Eine Woche vor dem Ausbruch des Zweiten Weltkrieges verwüstete ein Hochwasser 1939 grosse Teile des Zürcher Oberlandes. Die Fabrik in der Hueb wurde komplett zerstört. Nach dem Krieg wurde 1947 die Weberei Bleichewies erweitert und ausländische Arbeiter, zuerst vor allem aus Italien, dann auch aus Jugoslawien, stiessen zur Belegschaft. Einige von ihnen stammten aus Albino und waren zuvor bei dem Schwesterunternehmen Cotonificio Honegger tätig. In diesen Jahren wurde der Betrieb durch Investitionen maschinell auf der Höhe der Zeit gehalten.
Die Kollektivgesellschaft Otto u. Joh. Honegger wurde 1974 modernisiert und in eine Aktiengesellschaft umgewandelt. Zudem fing das Unternehmen an, die OJH-Mitteilungen zu publizieren, die zu einer Plattform für ihre Belegschaft wurde.
Spezialisiert war die Otto & Joh. Honegger AG auf die Produktion von Kunstseiden- und feinen Baumwollgeweben. In der Weberei Bleiche waren nicht nur diverse Websäle, sondern auch fast alle Vorwerke des gesamten Betriebes untergebracht, jene Abteilungen also, in welchen die Garne umgespult, auf die Zettel gebracht, geschlichtet und für die Webstühle vorbereitet wurden.
«Der grösste Betrieb der Gemeinde Wald schliesst seine Fabriken», meldete der «Zürcher Oberländer» im Frühjahr 1988. Die wirtschaftlichen Rahmenbedingungen hatten sich immer weiter verschlechtert. Veränderte Konsumgewohnheiten, Billigimporte und Währungsprobleme machten die Einstellung der Textilproduktion in der Bleiche unausweichlich. Die Einstellung erfolgte zu einem Zeitpunkt, als noch genügend Mittel vorhanden waren, um eine Umnutzung der Fabrikgebäude in Angriff zu nehmen.  Die Textilproduktion wurde 1988 eingestellt, daraufhin wurden die Fabrikgebäude zu Wohn- und Gewerberäumen umgenutzt.

## Umnutzung, Bleiche heute

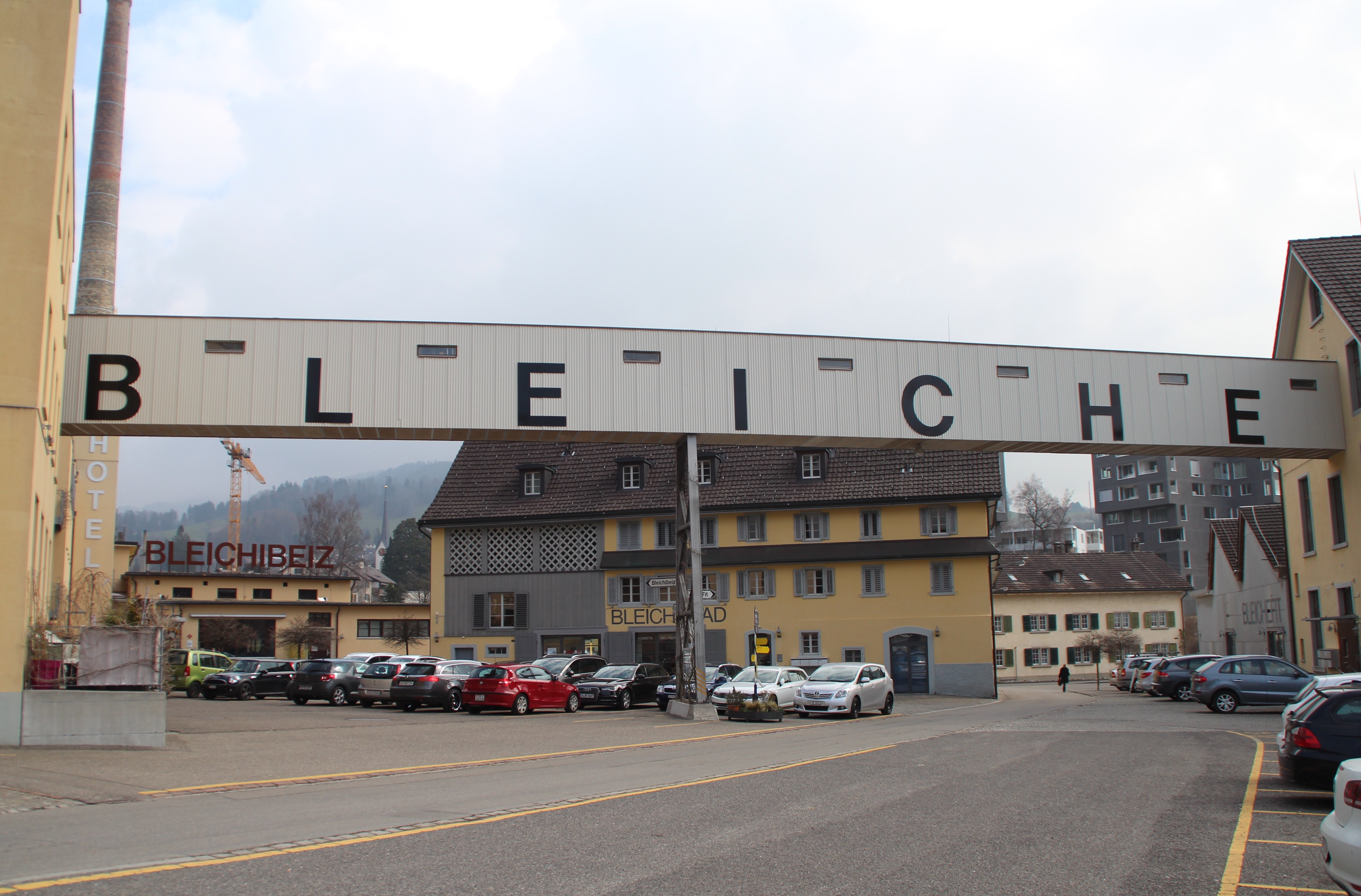
Zentrum der Bleiche

Um die stillgelegten, schutzwürdigen Fabrikgebäude einer neuen sinnvollen Nutzung zuführen zu können, erliess die Gemeinde Wald 1997 auf Initiative der Firma Otto & Joh. Honegger AG in enger Zusammenarbeit mit dem Kanton Zürich Sonderbauvorschriften mit denkmalpflegerischen Auflagen. Im Dezember 1998 wurden der Öffentlichkeit die ersten zwei Loftwohnungen in der Bleiche vorgestellt. Seither sind in den ehemaligen Websälen nebst Gewerberäumen, einem Restaurant, Hotelzimmern, einer Galerie, einem Bio-Hof Bleiche und dem BleicheBad dreissig weitere Lofts in den ehemaligen Websälen entstanden.
2004 erfolgte der Bau von «Bleiche Bad» und «BleicheFit». Das BleicheBad verfügt über einen Warmwasserrelaxpool, eine türkische und eine finnische Sauna, einen Kneippfad und einen Whirlpool im Bambuswald. Dem Bad angegliedert sind ein Kosmetikinstitut und Räume für Therapien. In einem ehemaligen Websaal ist ein Fitnesscenter platziert. Das Restaurant wurde 2006 weiter ausgebaut. Neu dazu kam ein Bistro. Die ehemalige Galerie Bleiche wich der MuseumClubLounge, welche Exponate aus der Geschichte der Fabrik beherbergt. Um den Fabrikkamin herum wurde eine Grossraumküche gebaut und dafür der Hinterhof überdeckt.
2010 erschien das Buch Die Bleiche der Zeit, eine historische Studie über die Textilindustrie in Wald, und deren Umnutzung in ein post-industrielles Quartier. Gestützt auf unveröffentlichte Quellen aus Unternehmens-, Dorf- und Familienarchiven beschäftigt sich das Buch mit dem Wandel der Zeit in einem ländlichen Industriegebiet.
Zusammen mit dem Elektrizitätswerk Wald produziert die Bleiche seit 2012 Solarenergie. Auch findet jährlich ein Oldtimerrennen statt.
In Etappen entsteht zudem zwischen den Fabrikantenvillen Sonnenhof und Clarida und der Weberei Bleiche ein neues Quartier, der Claridapark.
Im Juni 2014 wurde der Grundstein für die «Jonagarten-Häuser» gelegt.